# گازیمیر
گازیمیر (به ترکی استانبولی: Gaziemir) یک منطقهٔ مسکونی در ترکیه است که در استان ازمیر واقع شده‌است. گازیمیر ۱۱۴ متر بالاتر از سطح دریا واقع شده‌است.